# Prodotto fra tensori
In matematica, due tensori definiti sullo stesso spazio vettoriale possono essere moltiplicati. Questa operazione è detta moltiplicazione fra tensori. Questa operazione è spesso usata assieme alla contrazione fra tensori nel calcolo tensoriale.

## Definizione
Due tensori di tipo {\displaystyle (h,k)} e {\displaystyle (q,p)} possono essere moltiplicati: l'operazione è chiamata prodotto tensoriale e il risultato è un tensore di tipo {\displaystyle (h+q,k+p)}. Usando la definizione originaria di tensore come applicazione multilineare, il prodotto fra {\displaystyle T} e {\displaystyle U} è il tensore {\displaystyle T\otimes U} definito da
{\displaystyle T\otimes U(v_{1},\ldots ,v_{k+p},w_{1},\ldots ,w_{h+q})=}
{\displaystyle T(v_{1},\ldots ,v_{k},w_{1},\ldots ,w_{h})U(v_{k+1},\ldots ,v_{k+p},w_{h+1},\ldots ,w_{h+q}).}
In coordinate, il tensore prodotto è
{\displaystyle (T\otimes U)_{j_{1}\ldots j_{h+q}}^{i_{1}\ldots i_{k+p}}=T_{j_{1}\ldots j_{h}}^{i_{1}\ldots i_{k}}U_{j_{h+1}\ldots j_{h+q}}^{i_{k+1}\ldots i_{k+p}}.}

## Esempi
Come esercizio, moltiplichiamo tra loro i quadrivettori 
{\displaystyle A=\left({\begin{matrix}a,&b,&c,&d\end{matrix}}\right)}  e  {\displaystyle B=\left({\begin{matrix}p,&q,&r,&s\end{matrix}}\right)}
e chiameremo Cνμ il tensore risultante. Dobbiamo far variare indipendentemente gli indici, quindi fissiamo l'indice di A ad 1, e moltiplichiamo per gli elementi di B, avremo così gli elementi C1,1, C1,2, C1,3 e C1,4.
{\displaystyle C=\left({\begin{matrix}ap,&aq,&ar,&as\\-,&-,&-,&-\\-,&-,&-,&-\\-,&-,&-,&-\end{matrix}}\right)}
Facciamo ora aumentare l'indice del primo tensore, e otteniamo gli elementi C2,1, C2,2, C2,3 e C2,4
{\displaystyle C=\left({\begin{matrix}ap,&aq,&ar,&as\\bp,&bq,&br,&bs\\-,&-,&-,&-\\-,&-,&-,&-\end{matrix}}\right)}
Continuando nello stesso modo, otteniamo facilmente il risultato
{\displaystyle C=\left({\begin{matrix}ap,&aq,&ar,&as\\bp,&bq,&br,&bs\\cp,&cq,&cr,&cs\\dp,&dq,&dr,&ds\end{matrix}}\right)}
A prima vista, il risultato è analogo al prodotto di matrici, senza però le convenzioni su righe e colonne. Tuttavia, rimoltiplicando Cνμ per Aτ, otteniamo un tensore del terzo ordine, Cνμτ, che equivarrebbe ad una matrice tridimensionale, mentre se li considerassimo matrici, otterremmo ancora una matrice normale.
Trattamento del tutto analogo ci consente di moltiplicare tra loro qualunque combinazione di tensori covarianti, controvarianti e misti, con le semplici regole seguenti:
{\displaystyle A^{\mu \nu }B_{\sigma \tau }=T_{\sigma \tau }^{\mu \nu }}
{\displaystyle A_{\nu }^{\mu }B_{\sigma }^{\tau }=T_{\nu \sigma }^{\mu \tau }}

## Prodotto interno
Il prodotto interno è una generalizzazione del prodotto scalare fra vettori, e si effettua moltiplicando due tensori ed effettuando poi una contrazione. Dato che quest'ultima è possibile solo sui tensori misti, il prodotto interno è possibile solo se il risultato della moltiplicazione tra i due tensori è un tensore misto.
Consideriamo Aνμ e Bσ, il cui prodotto tensoriale è Tσνμ. Eseguendo la contrazione otteniamo:
{\displaystyle \sum _{\nu }T_{\nu \mu }^{\nu }=T_{\mu }}
Il tensore del primo ordine (un vettore) Tμ è il risultato del prodotto interno.
Se il risultato del prodotto interno è uno scalare, il prodotto si dice di saturazione.
Come esempio, prendiamo il tensore 
{\displaystyle C_{\mu }^{\nu }=A^{\nu }B_{\mu }}
con 
{\displaystyle A=\left({\begin{matrix}a,&b,&c,&d\end{matrix}}\right)}  e  {\displaystyle B=\left({\begin{matrix}p,&q,&r,&s\end{matrix}}\right)}
Per quanto visto sopra, risulta 
{\displaystyle C=\left({\begin{matrix}ap,&aq,&ar,&as\\bp,&bq,&br,&bs\\cp,&cq,&cr,&cs\\dp,&dq,&dr,&ds\end{matrix}}\right)}
Effettuiamo ora la contrazione: dobbiamo eseguire la somma degli elementi con i due indici uguali,
{\displaystyle C=\sum _{\nu }C_{\nu }^{\nu }\ }
In pratica, sommiamo gli elementi lungo la diagonale principale, e si ottiene facilmente
{\displaystyle C=ap+bq+cr+ds\ }
Avendo effettuato il prodotto interno di due vettori, il risultato è analogo al prodotto scalare. Notando che si ha
{\displaystyle C^{\mu }=\sum _{\nu }C_{\nu }^{\nu \mu }=\sum _{\nu }A^{\nu \mu }B_{\nu }}
può essere conveniente scomporre il tensore misto prima di effettuare la contrazione.

## Prodotto misto
Dati due tensori del secondo ordine Aνμ e Bστ, eseguiamo dapprima la moltiplicazione, e poi una sola contrazione, ottenendo dapprima
{\displaystyle A_{\nu \mu }B^{\sigma \tau }=T_{\nu \mu }^{\sigma \tau }}
e contraendo
{\displaystyle D_{\mu }^{\tau }=\sum _{\nu }T_{\nu \mu }^{\nu \tau }}
Questa operazione è detta prodotto misto in quanto è prodotto interno rispetto a μ e τ e contrazione rispetto a  ν e  σ